# Buque capital

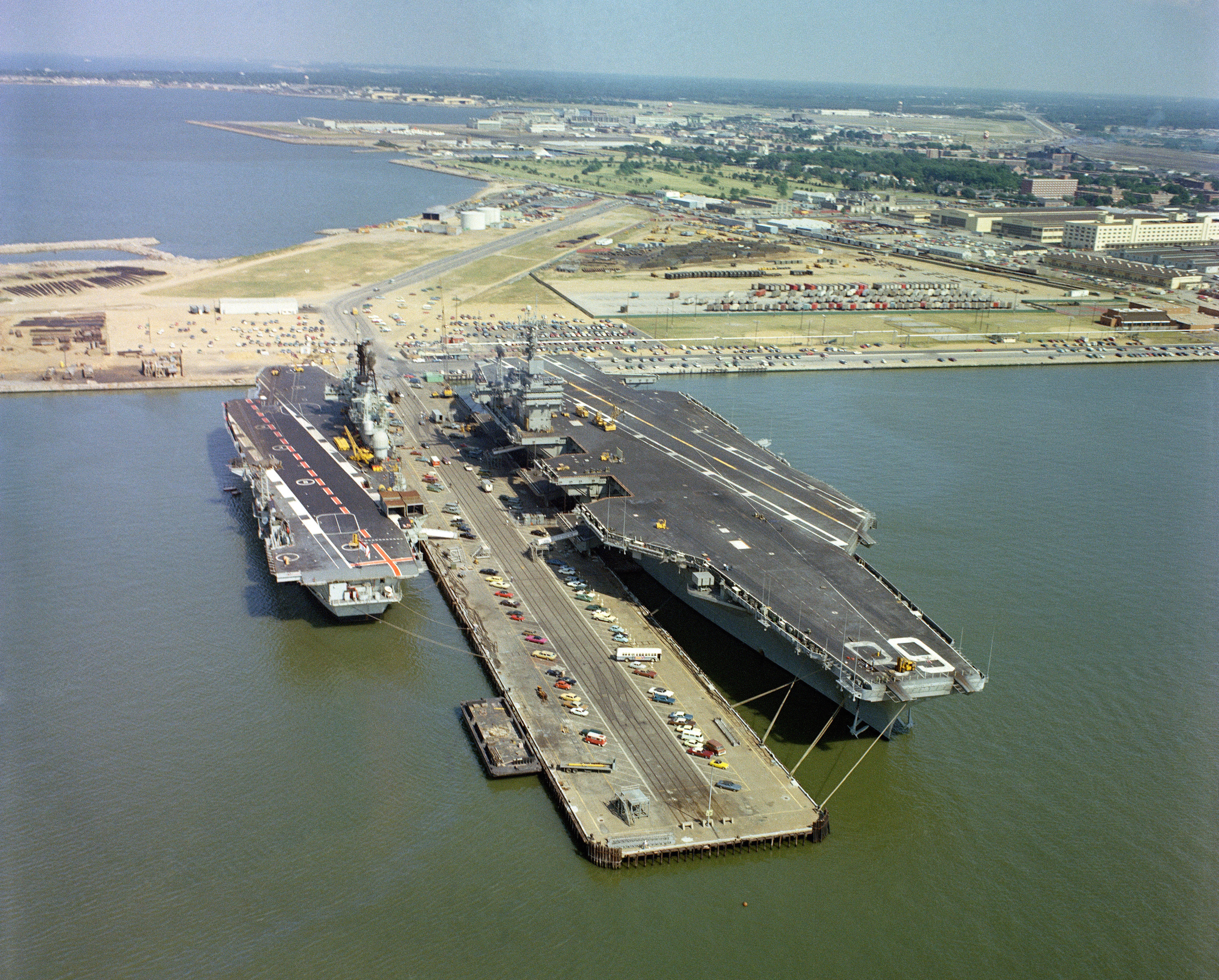
Los portaaviones son, hoy en día, los buques capitales de las principales armadas con capacidad oceánica.

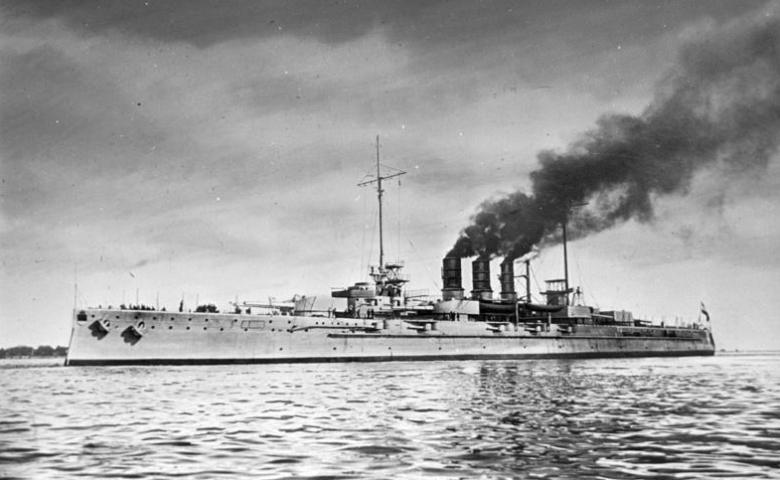
Los acorazados se convirtieron en la forma principal de buque capital. después de que los veleros dejaron de utilizarse, y así permanecieron hasta la Segunda Guerra Mundial. En la imagen el alemán SMS Helgoland de 1909.

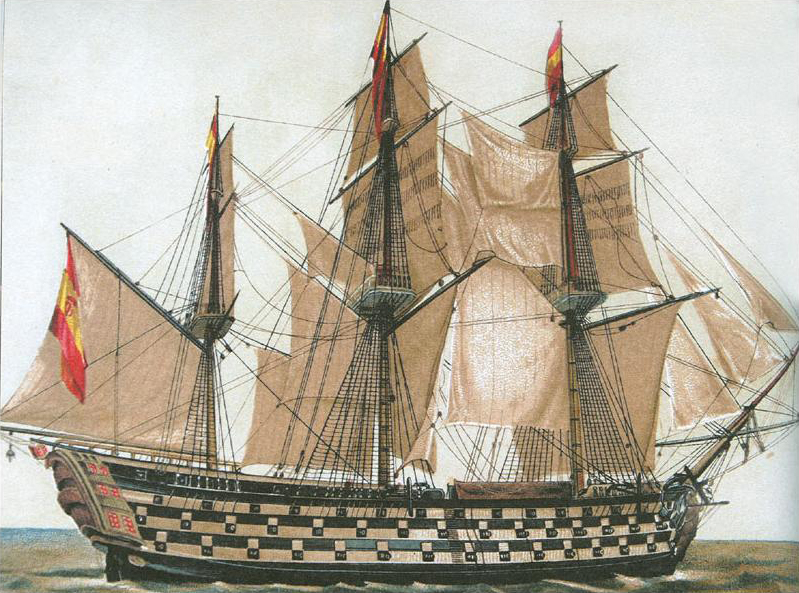
Los navíos de línea (de batalla) eran los buques capitales de la era de la vela. En la imagen aparece el navío Santa Ana español, un ejemplar muy grande con 112 cañones.

Buque capital (del inglés capital ship) es un concepto anglosajón aplicado a los principales y más importantes buques de guerra de una armada o flota; tradicionalmente, eran los mejor armados y blindados. Un buque capital ejerce normalmente en una flota el papel de buque insignia, aunque puede figurar también junto a otros buques capitales.El buque insignia es donde reside el mando.
El buque capital pertenece al tipo de barco desde el que se organiza toda la flota; constituye su columna vertebral y la pieza central de una fuerza naval. Sin embargo, inicialmente, el término no era relativo a una flota determinada era absoluto y válido para todas las flotas de combate.

## Significado
Si el significado literal y la correspondencia inmediata del término inglés capital ship puede ser buque capital, esta traducción no se utiliza en la armada española ni en la marina francesa, y toma como concepto de estructura importante o esencial, se entiende (y conserva) directamente bajo su terminología inglesa.
Las diversas armadas usan su propia designación para tal término, por ejemplo, a escala de la armada francesa, para describir un concepto comparable, se utiliza el término "buque de primera categoría".

## Historia

### Inicios
La galera primitiva, de 12 remos y espolón, fue creada y utilizada con éxito
por el faraón Ramsés III en su guerra contra la Alianza de los Pueblos del Mar, dirigida por los
fenicios en el siglo XIII a. C. En la primera guerra marítima, cuando en la batalla naval de Salamina (480 a. C.) se enfrentaron las flotas griegas con las persas de Jerjes, el buque capital fue el trirreme griego, que demostró su superioridad sobre las galeras persas. El que los trirremes pudieran responder en escasa medida a las facetas conceptuales del buque capital, no niega su condición de buques capitales de su época, ya que aventajaban, en cada una de las facetas, a los birremes y otros barcos contemporáneos. Dadas las condiciones del espacio marítimo en que se desarrollaron los encuentros de flotas en la antigüedad, las galeras fueron los buques capitales hasta la batalla de Lepanto, en 1571. La razón era que en el Mediterráneo, con distancias relativamente cortas, y con vientos poco constantes y calmas frecuentes, la galera tenía una superioridad de maniobra que le permitía seguir cualquier rumbo, mientras que a los buques a vela les estaban negados rumbos de un tercio del cuadrante, o sea, de 60° a cada lado del viento reinante. Si se hubiera producido un encuentro entre galeras y buques a vela, las primeras habrían tenido el poder de aceptar o rechazar combate, a su arbitrio.

### Antecedentes
Varias personas fueron responsables del desarrollo de los buques capitales en el siglo XIX. Las innovaciones que se fueron llevando a cabo comprendieon:
En primer lugar, la máquina de vapor, que se probó como propulsión de barcos alrededor del año 1800. Uno de los primeros buques de guerra propulsados por vapor fue la fragata de vapor Nemesis del año 1839 con velas adicionales. A lo largo del siglo XIX, la propulsión a vapor pasó de ser una propulsión puramente auxiliar a la propulsión principal de los barcos, lo que hizo que los aparejos quedaran obsoletos.
En segundo lugar, alrededor de 1827, Josef Ressel inventó la hélice de barco. Esto hizo posible tener una conducción que estaba completamente por debajo de la línea de flotación. Esto permitió proteger la propulsión del barco del fuego de los cañones, a diferencia de las ruedas de paletas. El primer gran barco propulsado por hélice fue el SS Great Britain de 1843.
En tercer lugar, a partir de 1819 se desarrollaron granadas explosivas y armas de fuego adecuadas, más tarde con cañones estriados. Esto aumentó la potencia de fuego de los cañones hasta tal punto que los anteriores barcos de madera de línea no pudieron resistir el fuego. Por ejemplo, en la batalla naval de Trafalgar de 1805, que se libró con cañones convencionales y duró un día, uno de los 60 barcos de línea involucrados se hundió. Por el contrario, la flota turca quedó en gran parte hundida en la batalla naval de Sinope en 1853, en la que Rusia utilizó cañones de granadas.
En cuarto lugar, como resultado de estos cañones más potentes, el blindaje del casco se hizo de hierro y madera, y más tarde de acero adecuado. Se utilizó durante la Guerra de Crimea, primero para baterías flotantes y luego, a partir de 1859, en los barcos oceánicos La Gloire y Warrior.
En quinto lugar, la necesidad de instalar un pequeño número de cañones lo más pesados posible para poder perforar el blindaje dio origen a la torreta a partir de 1861 gracias al trabajo del ingeniero John Ericsson.
Estas cinco innovaciones se combinaron por primera vez en el Monitor, terminado en 1862, que libró la primera batalla naval de la historia entre barcos blindados contra Virginia el 9 de marzo de 1862. Sin embargo, no estaba en condiciones de navegar.
En un desarrollo continuo que no fue uniforme hasta alrededor de 1890, se intentó combinar las propiedades de potencia de fuego, protección del blindaje, velocidad y navegabilidad, prescindiendo cada vez más de los aparejos en favor de máquinas más potentes. Los barcos eran a veces muy diferentes, por lo que se crearon barcos torre y casamatas.
Cada vez más, había que encontrar protección contra los torpederos que aparecieron a partir de 1872, lo que se hizo instalando cada vez más cañones más pequeños para la defensa.
A partir de 1890 surgió el tipo de barco de línea estándar, relativamente uniforme a nivel internacional. Se trataba de barcos que normalmente desplazaban alrededor de 14 000 ts, estaban armados con cuatro cañones de calibre 30,5 cm, varios cañones más pequeños y artillería antitorpederos, tenían blindaje pesado y tenían una velocidad de alrededor de 17 nudos con máquinas de vapor de triple expansión. Su tamaño y armamento aumentaron con los semi-acorazados alrededor de 1905 hasta un desplazamiento de 18 000 toneladas y cuatro cañones de 30,5 cm y doce de 24 cm. A partir de ellos, el desarrollo condujo a las naves capitales. Los cruceros blindados formaron su propia línea de desarrollo.
Sólo tuvo lugar una batalla entre barcos de línea unificados, la batalla de Tsushima.

## Era de la vela
Antes de la llegada de los buques construidos con metal y propulsados mecánicamente, en el último tercio del siglo XIX los buques capitales eran tradicionalmente los navíos de línea.
En la Armada Española, se clasificaban según el número de puentes y cañones que poseían.
En la Royal Navy, estaban categorizados como de primera, segunda y tercera clase:
- Primera clase: 100 o más cañones, normalmente en 3 o 4 puentes (o cubiertas).
- Segunda clase: 90 a 98 cañones
- Tercera clase: 64 a 80 cañones (aunque los de tercera clase con 64 cañones eran muy pequeños y no eran muy numerosos).

Las fragatas, según la denominación de la Armada Española, estaban categorizadas como navíos de cuarta o quinta clase en la Royal Navy, mientras que las corbetas lo estaban como navíos de sexta clase.

## Acorazados y cruceros de batalla

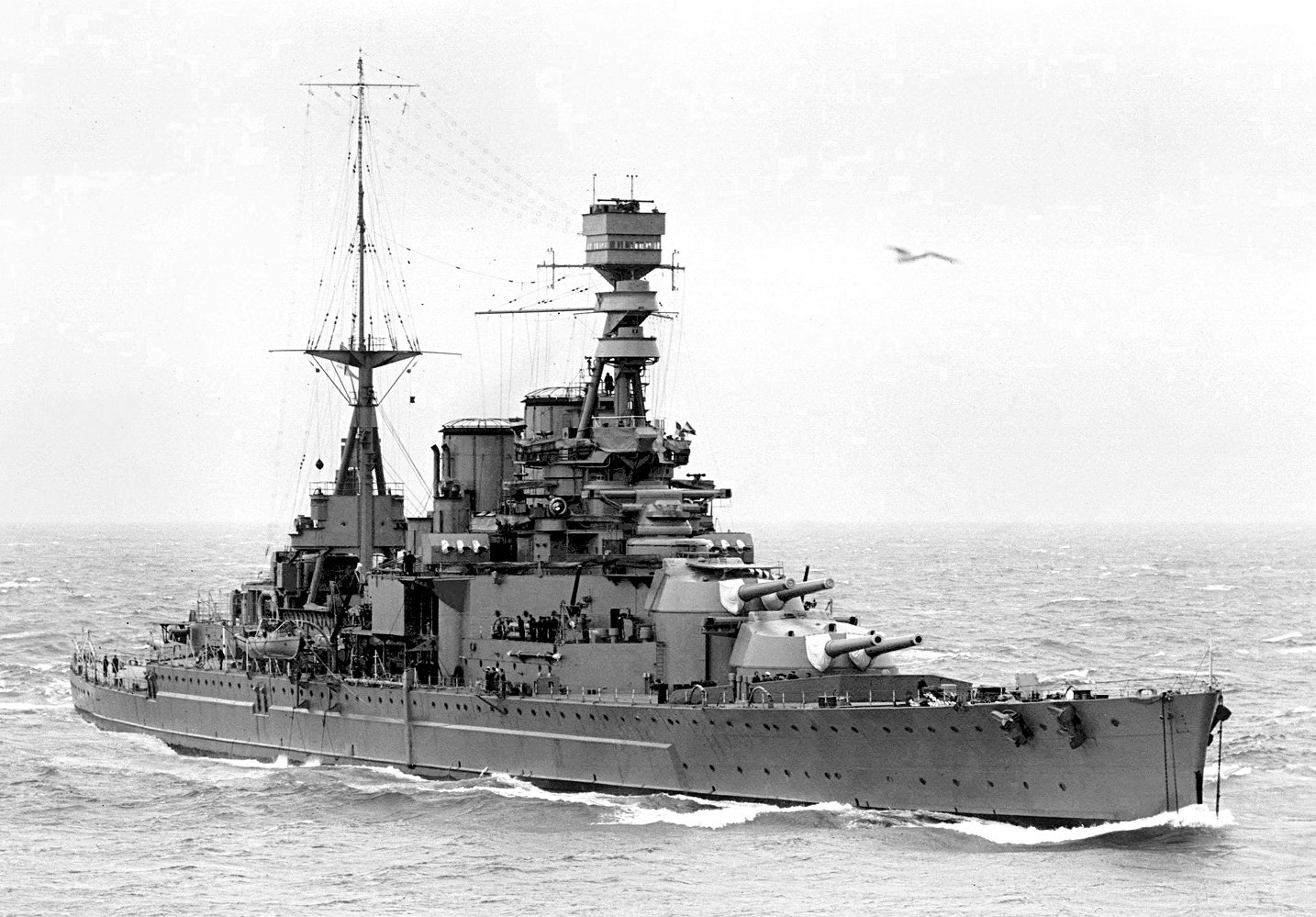
El Crucero de batalla británico HMS Repulse de 1916

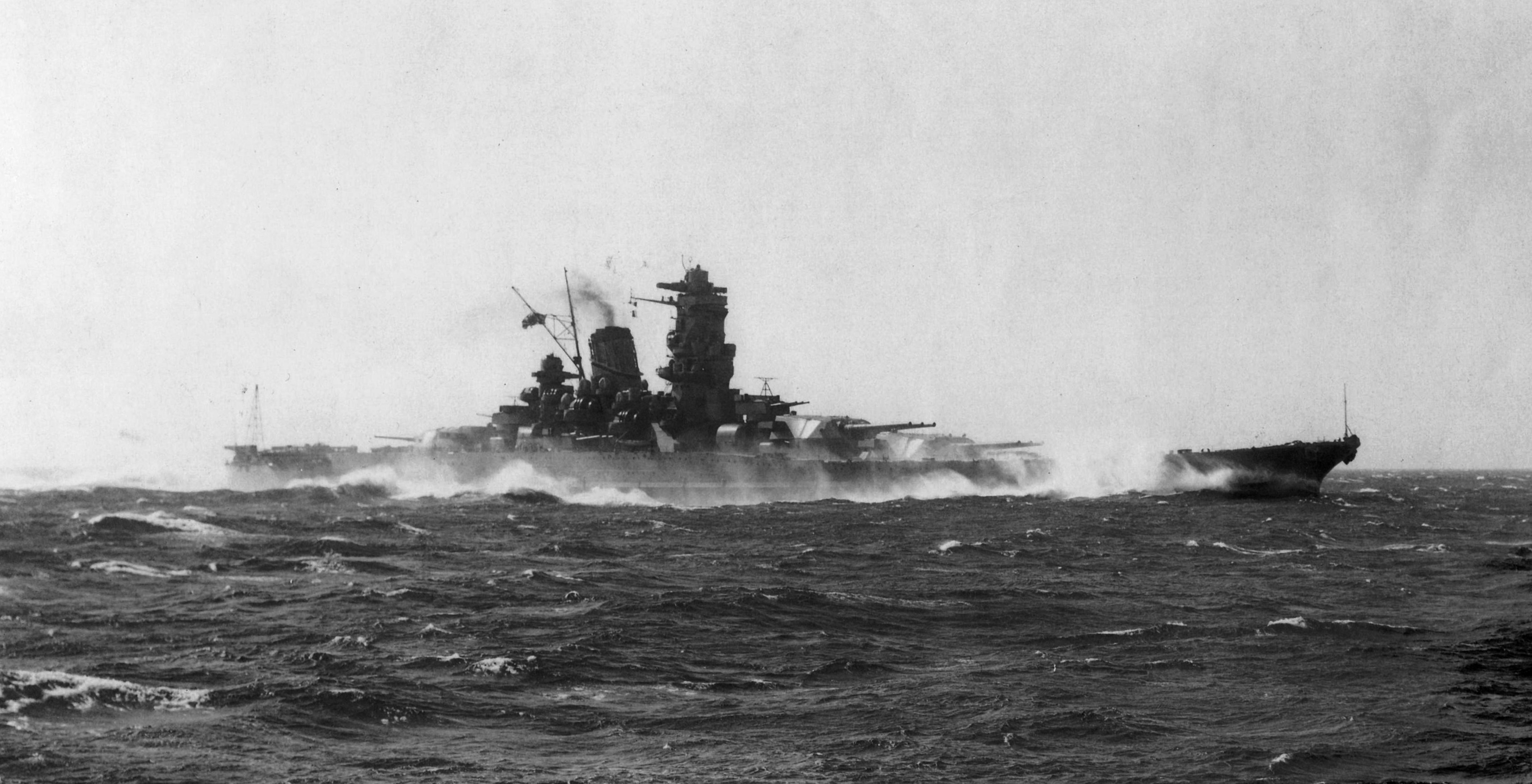
El acorazado de la armada imperial japonesa Yamato, el barco líder de la clase de barcos de guerra japoneses, en 1941.

La definición de buque capital se formalizó en los tratados navales de 1920, 1930 y 1936 de Londres y Washington. Se aplicaba principalmente a los buques resultantes de la revolución Dreadnought. Estos buques eran los acorazados Dreadnought (también denominados inicialmente simplemente Dreadnoughts y, más tarde, al ir desapareciendo sus predecesores, simplemente como acorazados) y los cruceros de batalla.
En el siglo XX, especialmente en las dos contiendas mundiales, los buques capitales típicos eran los acorazados y cruceros de batalla. Todos ellos buques de 20 000 t o más de desplazamiento, con cañones de grueso calibre y un pesado blindaje. Los cruceros pesados, aunque empezaban a ser importantes, no eran considerados como buques capitales.
Una excepción serían los cruceros alemanes de la Segunda Guerra Mundial pertenecientes a la clase Deutschland. Aunque esta clase era técnicamente similar a un crucero pesado, la inclusión de cañones de grueso calibre les otorgó generalmente la consideración de buque capital (tomando de aquí el apodo británico de pocket battleship, o acorazado de bolsillo). Los cruceros de la clase Alaska, aunque eran mayores que un crucero pesado y no eran en realidad acorazados/cruceros de batalla, también han sido considerados como buques capitales.

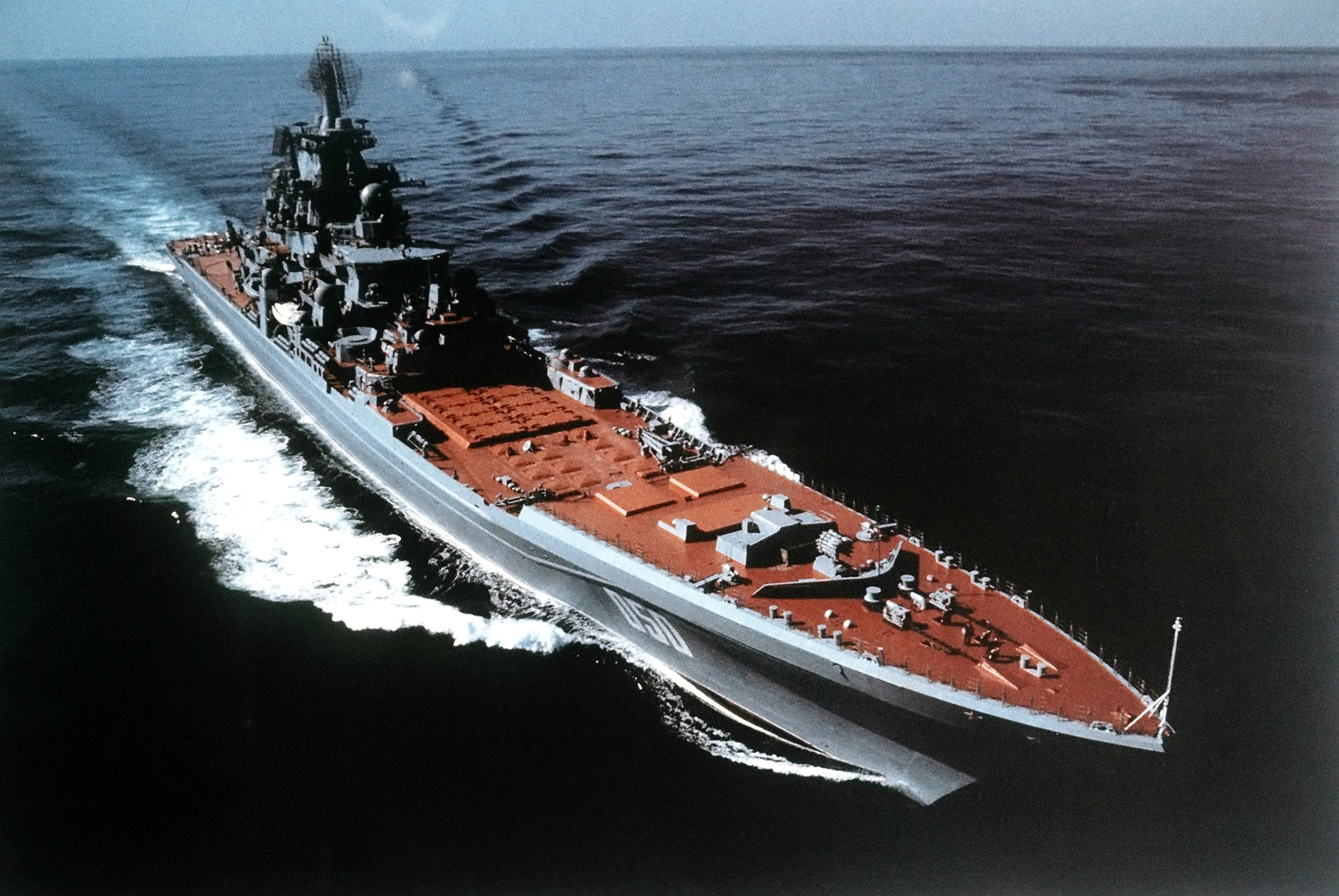
Una vista de estribor del crucero de misiles guiados de propulsión nuclear clase Kirov soviético Frunze en marcha (1986).

Durante la Guerra Fría, los cruceros de la clase Kírov de la Armada Soviética, con un desplazamiento lo suficientemente grande como para rivalizar con un buque capital de la época de la Segunda Guerra Mundial, hace que algunos los cataloguen como los cruceros de batalla de una nueva era, aunque otros consideran a los Kírov como un crucero lanzamisiles guiados de gran tamaño.

## Variantes especiales
Además de los acorazados, cruceros de batalla y acorazados rápidos descritos anteriormente, se crearon tres tipos especiales para espectros de misiones especiales.

### ClaseCourageous

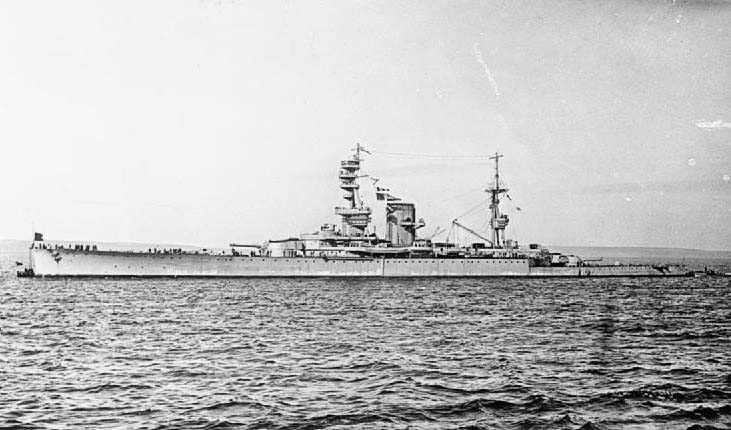
HMS Courageous antes de la conversión.

Estos fueron primero los grandes cruceros ligeros británicos de la clase Courageous de 1915. Se trataba de tres buques, Courageous y Glorious con cuatro cañones de 38,1 cm, Furious con dos cañones de 45,7 cm, destinados a apoyar un desembarco ruso previsto en la costa alemana del Báltico durante la Primera Guerra Mundial. Por lo tanto, debían ser rápidos, estar fuertemente armados y tener poco calado. No eran adecuados para una batalla naval debido a su débil blindaje y fueron convertidos en portaaviones después de la Primera Guerra Mundial..

### ClaseDeutschland

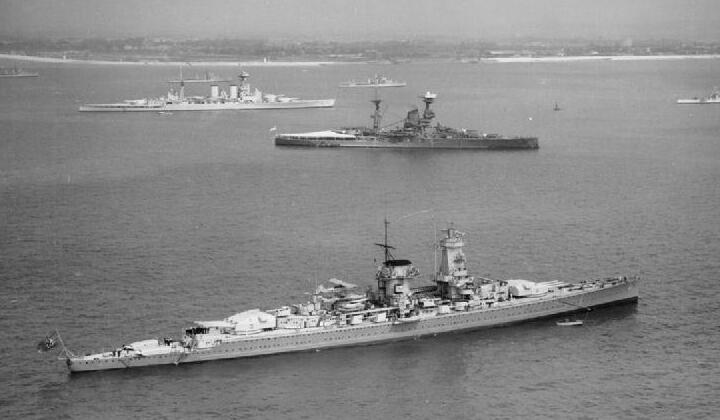
Almirante Graf Spee en Spithead 1937, al fondo con dos chimeneas el HMS Hood

La segunda fue la clase Deutschland de 1929, construida bajo los términos del Tratado de Versalles, pero demasiado grande. Se trataba más bien de una clase de cruceros con armamento muy pesado, gran velocidad, largo alcance y blindaje de crucero. Estaban destinados a librar una guerra comercial en el Atlántico en una posible guerra contra Francia y no podían ser derrotados por cruceros ni perseguidos por acorazados. El Admiral Graf Spee resultó tan dañado por tres cruceros británicos en la desembocadura del Río de la Plata en 1939 que posteriormente fue hundido. Los otros dos buques Deutschland y Admiral Scheer fueron gravemente dañados en ataques aéreos poco antes del final de la guerra y posteriormente desguazados.

### ClaseAlaska

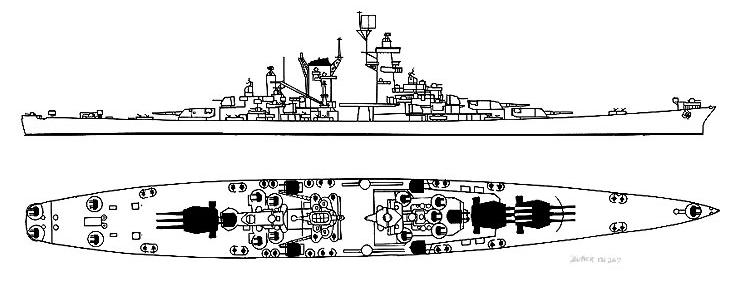
Esquema de la clase Alaska equipada hacia 1945.

La tercera fue la clase Alaska estadounidense. Se trataba de cruceros muy grandes, rápidos y fuertemente armados. Se construyeron a partir de 1941 para combatir a los cruceros pesados japoneses, pero luego se utilizaron como protección de portaaviones y se desguazaron en 1961.

## Portaaviones
Desde mediados de la Segunda Guerra Mundial, los portaaviones son universalmente considerados como buques capitales. La US Navy se vio forzada a este cambio cuando, tras el ataque a Pearl Harbor, fueron hundidos o dañados ocho de los acorazados de que disponía en la flota del Pacífico.
A comienzos del siglo XXI, los portaaviones son los últimos remanentes de los buques capitales, con cubiertas corridas para aeronaves en lugar de cubiertas atestadas de cañones de diversos calibres. Suele admitirse que los Estados Unidos poseen la supremacía en esta categoría, no solo por sus 11 superportaaviones, capaces cada uno de ellos de transportar cerca de 100 aeronaves, sino por los 12 buques de asalto anfibio que, en su configuración Sea Control Ship, son capaces de operar como los portaaviones ligeros que transportan aviones con capacidad VSTOL usados por otras naciones (Gran Bretaña, India, Italia, España y Tailandia).
En ese sentido, el buque capital de la armada española podría ser considerado el portahelicópteros Juan Carlos I (L-61).

## Submarinos con misiles balísticos

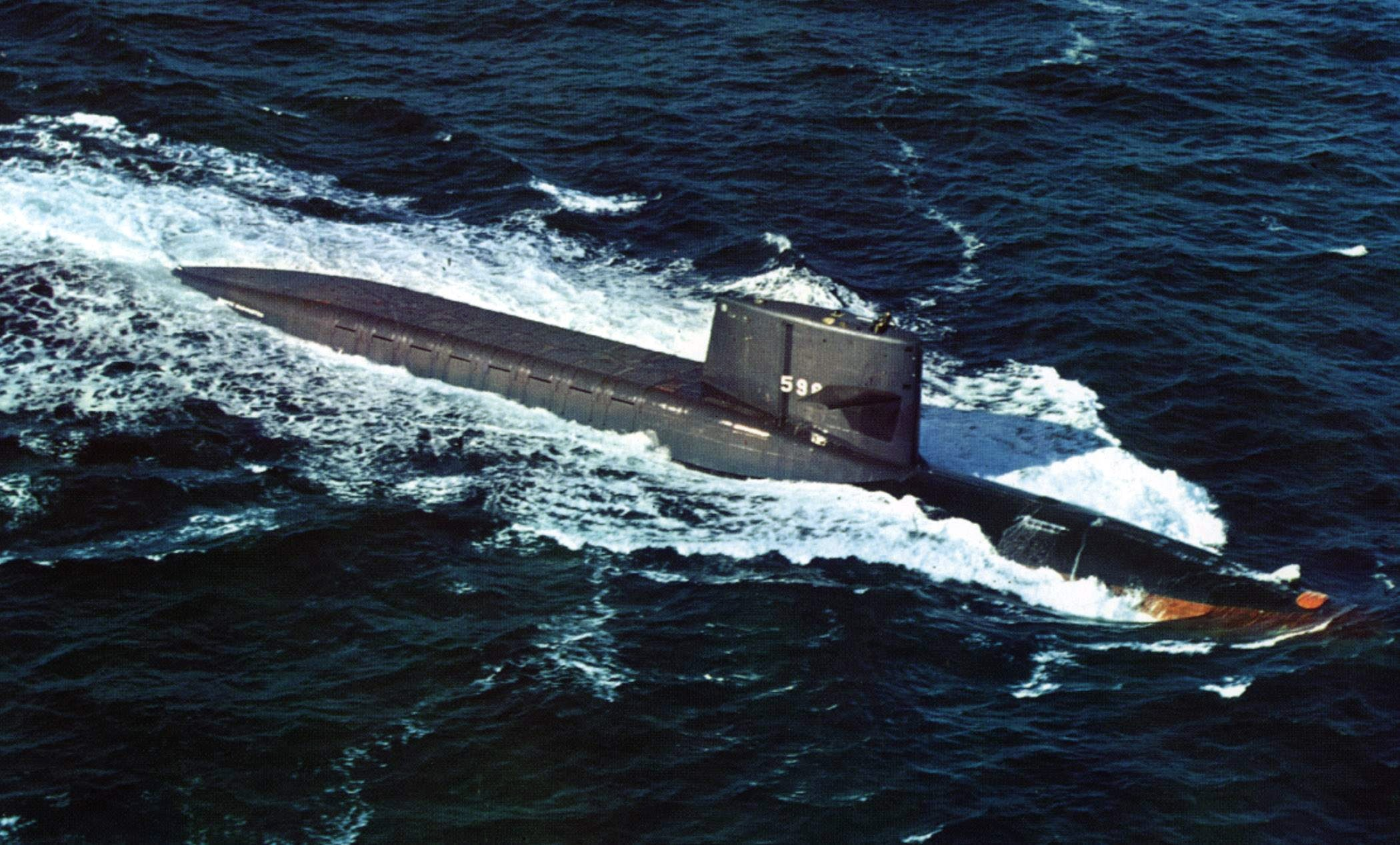
Submarino de misiles balísticos estadounidense USS George Washington, 1970.

Los submarinos con misiles balísticos (o "boomers"), si bien son barcos importantes y de tonelaje similar a los primeros acorazados, generalmente se cuentan como parte de la fuerza de disuasión nuclear de una nación y no comparten la misión de control marítimo de los buques capitales tradicionales. Sin embargo, muchas armadas, incluidas la Royal Navy y la Armada de los Estados Unidos, consideran que estos barcos son buques capitales y les han dado a algunos de ellos nombres utilizados anteriormente para acorazados, como por ejemplo Dreadnought y Vanguard.

## Nombre
Algunas armadas reservan para sus buques capitales nombres específicos, tales como jefes de Estado (Alfonso XIII, John F. Kennedy o Bismarck, lugares importantes (Australia, España o Missouri), eventos históricos (USS Constitution o HMS Trafalgar) o nombres tradicionales (Príncipe de Asturias, HMS Vanguardo USS Enterprise).

## Para más información
- E. H. H Archibald, The metal fighting ship in the Royal Navy, 1860-1970, Arco Pub. Co., 1971 (OCLC 937616699). (en inglés)
- William H. Garzke et jr., Robert O. Dulin (ill. Robert F. Sumrall, Thomas G. Webb), Battleships : United States battleships, 1935-1992, Annapolis, Md, Naval Institute Press, coll. "Battleships", 1995, 386 p. (ISBN 978-1-55750-174-5). (en inglés)
- John Marriott, Submarine: the capital ship of today, Londres, I. Allan, coll. « Modern combat ship », 1986, 128 p. (ISBN 978-0-7110-1595-1). (en inglés)

- Datos: Q1194368